# Леллен
Леллен (фр. Lelling) — коммуна на северо-востоке Франции, регион Гранд-Эст (бывший Эльзас — Шампань — Арденны — Лотарингия), департамент Мозель. Относится к кантону Гротенкен.

## Географическое положение

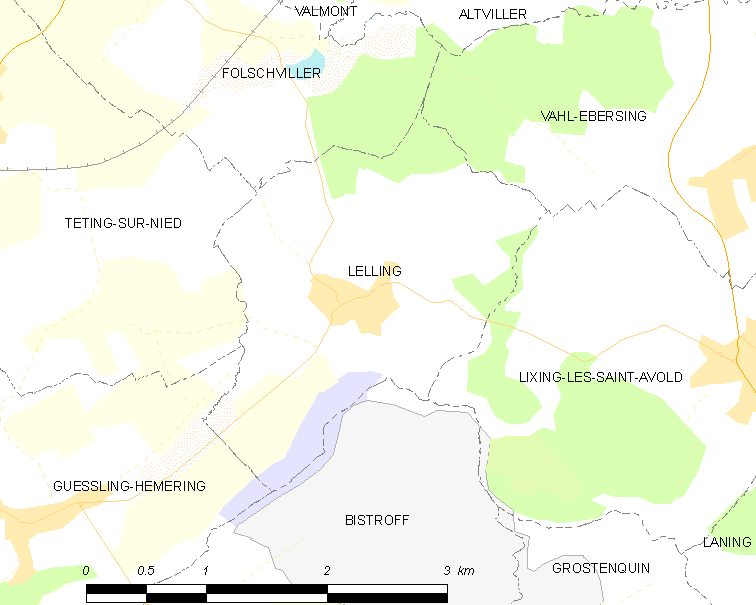
Леллен на карте Франции.

Леллен расположен в 320 км к востоку от Парижа и в 40 км к востоку от Меца.

## История
- Деревня принадлежала историческим регионам Лотарингия и Три епископства и сеньорату Креанж.

## Демография

Население Леллена.

По данным 2023 года в коммуне проживало 463 человек.

## Достопримечательности
- Церковь в неоготическом стиле (1857).